# チャンドラカント・サラデシュムク
チャンドラカント・サルデーシュムク（Chandrakant Sardeshmukh、1955年 - 2011年8月15日）は、ヒンドゥスターニー音楽のシタール奏者。
インド、プネー生まれ。1991年より、日本在住。2011年8月15日、インドのプネー市にて交通事故により死去。
プネー大学からサンスクリット語で博士号を取得。
伝統的なアーユルヴェーダの家系に生まれる。
4歳からシタールを弾き始め、8歳の時、ラヴィ・シャンカルの弟子となる。
以後、ラヴィ・シャンカルと当時の妻アンナプルナ・デーヴィーにシタールを13年間学ぶ。
現在は世界的なシタール奏者としてドイツ、オーストラリア、日本、アメリカで数々のコンサートに出演した。
シタール演奏だけでなく、音楽のもつ治療的な効果を用いてミュージックセラピーも行った。